# صبح الاعشی
صُبْح اَلاَعشی فی صِناعة الاِنشاء (بامداد شب کور، در آیین نگارش) دانشنامه‌ای به زبان عربی است که تاریخ‌نگار مصری، احمد قَلقَشَندی، در روزگار مملوک‌ها، سده پانزدهم میلادی، نوشته‌است.
صبح‌الاعشی در چهارده جلد نگاشته شده و جغرافیا، تاریخ سیاسی، جانورشناسی، کانی‌شناسی، کیهان‌نگاری و ادبیات را دربر می‌گیرد.
قلقشندی از سال ۷۹۱ که نخست منشی و سپس رئیس دیوان انشاء شده‌بود به فکر نگارش این کتاب افتاد و به گفته خود او، وی تا سال ۸۱۴ یعنی به مدت بیست و سه سال مشغول فراهم آوردن آن بوده‌است.
این کتاب را احترام جهان‌بخش به فارسی ترجمه کرده‌است.